# J0923+3028
SDSS J092345.60+302805.0 (J0923+3028) – gwiazda podwójna, składająca się najprawdopodobniej z dwóch białych karłów, obiegających się nawzajem po bardzo ciasnej orbicie.
Oddalony o 280 parseków układ składa się z dwóch gwiazd – widocznego białego karła o masie ok. 0,23 M☉ i niewidocznego towarzysza, będącego najprawdopodobniej także białym karłem o masie wynoszącej ok. 0,44 M☉, choć istnieje także niewielkie prawdopodobieństwo (poniżej 6%), że niewidocznym obiektem jest gwiazda neutronowa o masie pomiędzy 1,4 a 3,0  M☉. 
Promień lżejszej gwiazdy wynosi mniej więcej tyle samo, co promień Ziemi, a promień cięższej gwiazdy wynosi ok. cztery ziemskie promienie.
Obiekty obiegają się po bardzo ciasnej orbicie o promieniu zaledwie 0,5 R☉ i okresie orbitalnym wynoszącym 1,079 ± 0,012 godziny – jest to drugi najkrótszy znany okres orbitalny dla systemu składającego się z dwóch białych karłów po J1053+5200.
Oba białe karły zderzą się ze sobą, tworząc jedną gwiazdę za około 130 milionów lat.